# Butoiești
Butoiești est une commune roumaine du județ de Mehedinți, dans la région historique de l'Olténie et dans la région de développement du Sud-Ouest.

## Géographie
La commune de Butoiești est située à l'est du județ, à la limite avec le județ de Gorj et le județ de Dolj, le long de la rivière Motru jusqu'à son confluent avec le Jiu. Elle est traversée par la route nationale DN6 (Route européenne 70) qui relie Drobeta Turnu-Severin, à 56 km plus à l'ouest et Craiova, 50 km à l'est.
La commune est composée des huit villages suivants (population en 2002) :
- Arginești (554) ;
- Buicești (508) ;
- Butoiești (490), siège de la municipalité ;
- Gura Motrului (398) ;
- Jugastru (351) ;
- Pluta (527) ;
- Răduțești (348) ;
- Țânțaru (366).

## Religions
En 2002, 99,16 % de la population était de religion orthodoxe et 1,41 % pentecôtiste.

## Démographie
En 2002, les Roumains représentaient 99,94 % de la population totale.
| 2002  | 2007  |
| ----- | ----- |
| 3 542 | 3 368 |

## Économie
L'économie de la commune est essentiellement agricole.

## Lieux et monuments
- Gura Motrului, monastère Cuvioasa Parascheva fondé en 1512.
- Buicești, église en bois Cuvioasa Paraschieva de 1892.
- Butoiești, église en bois de 1821, entourée d'un pittoresque cimetière.
- Butoiești, maison-musée de Constantin Rădulescu-Motru, (1868-1957), célèbre philosophe, dramaturge et homme politique roumain, considéré comme une des figures essentielles du renouveau de la culture roumaine dans la première moitié du XXe siècle. Il fut président de l'Académie roumaine entre 1938 et 1941. Anti-fasciste et anti-communiste, il mourut dans la misère.

- Țânțaru, église en bois St Nicolas (Sf Nicolae) de 1784.

## Personnages
- Constantin Rădulescu-Motru (en)